# (19139) Apian
(19139) Apian  es un asteroide perteneciente al cinturón de asteroides, descubierto el 6 de abril de 1989 por Freimut Börngen desde el Observatorio Karl Schwarzschild, en Tautenburg, Alemania.

## Designación y nombre
Apian se designó inicialmente como 1989 GJ8.
Más adelante fue nombrado en honor al matemático, astrónomo y cartógrafo alemán  Petrus Apianus (1495-1552).

## Características orbitales
Apian orbita a una distancia media del Sol de 2,5837 ua, pudiendo acercarse hasta 2,3851 ua y alejarse hasta 2,7823 ua. Tiene una excentricidad de 0,0768 y una inclinación orbital de 8,0241° grados. Emplea en completar una órbita alrededor del Sol 1516 días.

## Características físicas
Su magnitud absoluta es 13,5. Tiene 5,643 km de diámetro. Su albedo se estima en 0,265.